# 데위 데위
데위 데위(인도네시아어: Dewi Dewi)는 인도네시아의 걸 그룹이다.

## 음반 목록
- Recycle + (2007)
- The Best Of Republik Cinta Artists Vol. 1 (2008)